# .fo

Liczba stron zarejestrowanych w domenie .fo

.fo – domena internetowa przypisana dla farerskich stron internetowych, zarządzana przez FO Umsitingini (pol. Rada FO). Wszystkie strony internetowe powinny odpowiadać znakowi firmowemu osoby rejestrującej, są wtedy domenami typu A. Można zarejestrować stronę typu B, gdzie znak firmowy nie jest niezbędny.